# Roos Bosua-van Gelderen

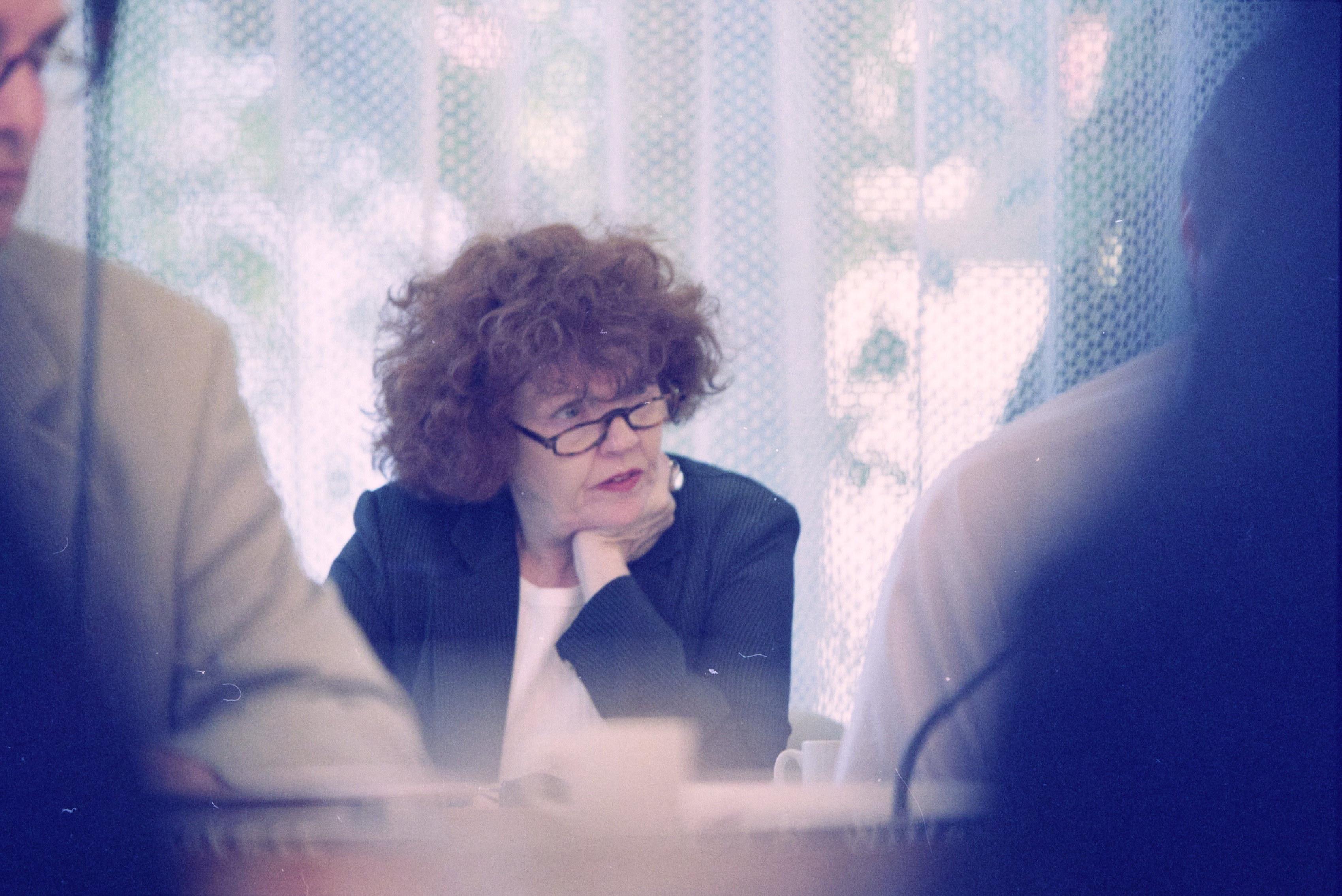
Roos Bosua-van Gelderen in 2000

R.L. (Roos) Bosua-van Gelderen (geboren ca. 1941) is een Nederlands politicus van de PvdA.
Ze was wethouder in Westvoorne voor ze in maart 1992 benoemd werd tot burgemeester van Bernisse. Begin 1998 werd ze waarnemend burgemeester van Cromstrijen terwijl haar partijgenoot Bert Broekhuis, burgemeester van Cromstrijen, waarnemend burgemeester van Bernisse werd. Dit 'stuivertje wisselen' zou tijdelijk zijn (beiden bleven formeel de burgemeester van hun oude gemeente) en had te maken met de bestuurlijke problemen die in Cromstrijen speelden. Uiteindelijk werd Broekhuis alsnog tot burgemeester van Bernisse benoemd terwijl Bosua-van Gelderen in mei 2000 benoemd werd tot waarnemend burgemeester van Hillegom, ter tijdelijke vervanging van de zieke burgemeester daar. Begin 2003 ging ze daar vervroegd met pensioen.